# William Hurt
William McChord Hurt, född 20 mars 1950 i Washington, D.C., död 13 mars 2022 i Portland, Oregon, var en amerikansk skådespelare.
Han belönades med en Oscar i kategorin bästa manliga huvudroll för filmen Spindelkvinnans kyss (1985) och blev nominerad i samma kategori för sin roll i Bortom alla ord (1986) och Broadcast News – nyhetsfeber (1987).

## Biografi
Hurt hade fyra barn: ett med Sandra Jennings, två med Heidi Henderson och ett med den franska skådespelaren Sandrine Bonnaire.
I maj 2018 meddelade Hurt att han hade diagnostiserats med prostatacancer som spridits till skelettet. Hurt avled den 13 mars 2022 i sviterna av cancern.

## Filmografi

### Filmer
| År   | Titel                                   | Roll                                        | Notering |
| ---- | --------------------------------------- | ------------------------------------------- | --- |
| 1980 | Experimentet                            | Professor Edward Jessup                     | Nominerad – Golden Globe Award för årets nya manliga skådespelare |
| 1981 | Ögonvittnet                             | Daryll Deever                               | |
| 1981 | Het puls                                | Ned Racine                                  | |
| 1983 | Människor emellan                       | Nick Carlton                                | |
| 1983 | Gorkijparken                            | Arkady Renko                                | |
| 1985 | Spindelkvinnans kyss                    | Luis Alberto Molina                         | Oscar för bästa manliga huvudroll BAFTA Award för bästa manliga huvudroll Cannes Film Festival - Bästa manliga skådespelare David di Donatello Award för bästa utländska manliga huvudroll London Film Critics Circle Award för årets bästa manliga skådespelare Los Angeles Film Critics Association Award för bästa manliga huvudroll National Board of Review Award för bästa manliga huvudroll (oavgjort med Raul Julia) Nominerad – Golden Globe Award för bästa manliga huvudroll - Dramafilm Nominerad – National Society of Film Critics Award för bästa manliga huvudroll Nominerad – New York Film Critics Circle Award för bästa manliga huvudroll |
| 1986 | Bortom alla ord                         | James Leeds                                 | Nominerad – Oscar för bästa manliga huvudroll Nominerad – Golden Globe Award för bästa manliga skådespelare - Dramafilm |
| 1987 | Broadcast News - nyhetsfeber            | Tom Grunick                                 | Nominerad – Oscar för bästa manliga huvudroll Nominerad – Golden Globe Award för bästa manliga skådespelare - Musikal eller komedi Nominerad – New York Film Critics Circle Award för bästa manliga huvudroll |
| 1988 | Ödets vindar                            | Martin Larraneta                            | |
| 1988 | Den tillfällige turisten                | Macon Leary                                 | Golden Horse Award för bästa utländska manliga skådespelare |
| 1990 | Jag älskar dig till döds                | Harlan James                                | |
| 1990 | Alice                                   | Doug Tate                                   | |
| 1991 | Till världens ände                      | Sam Farber / Trevor McPhee                  | |
| 1991 | Läkaren                                 | Dr. Jack MacKee                             | Nominerad – Chicago Film Critics Association Award för bästa manliga huvudroll |
| 1992 | The Plague                              | Doctor Bernard Rieux                        | |
| 1993 | Mr. Wonderful                           | Tom                                         | |
| 1994 | Second Best                             | Graham Holt                                 | |
| 1995 | Smoke                                   | Paul Benjamin                               | |
| 1996 | Det bor en fransk kvinna i min lägenhet | Henry Harriston                             | |
| 1996 | Michael                                 | Frank Quinlan                               | |
| 1996 | Jane Eyre                               | Edward Fairfax Rochester                    | |
| 1997 | Loved                                   | K.D. Dietrickson                            | |
| 1998 | Lost in Space                           | Professor John Robinson                     | |
| 1998 | Dark City                               | Inspector Frank Bumstead                    | |
| 1998 | One True Thing                          | George Gulden                               | |
| 1999 | The 4th Floor                           | Greg Harrison                               | |
| 1999 | Sunshine                                | Andor Knorr                                 | Nominerad – Genie Award för bästa manliga biroll |
| 1999 | The Big Brass Ring                      | William Blake Pellarin                      | |
| 1999 | Do Not Disturb                          | Walter Richmond                             | Också känd som Silent Witness |
| 2000 | Contaminated Man                        | David R. Whitman                            | |
| 2000 | Miraklernas man                         | Jairus                                      | Röst |
| 2001 | Rare Birds                              | Restaurateur                                | |
| 2001 | A.I. – Artificiell Intelligens          | Professor Allen Hobby                       | |
| 2001 | The Simian Line                         | Edward                                      | |
| 2002 | Tuck Everlasting                        | Angus Tuck                                  | |
| 2002 | Changing Lanes                          | Doyle Gipsons AA-sponsor                    | |
| 2002 | Nearest to Heaven                       | Matt                                        | |
| 2004 | The Blue Butterfly                      | Alan Osborne                                | |
| 2004 | The Village                             | Edward Walker                               | |
| 2005 | The King                                | David Sandow                                | |
| 2005 | A History of Violence                   | Richie Cusack                               | Austin Film Critics Association Award för bästa manliga biroll Los Angeles Film Critics Association Award för bästa manliga biroll New York Film Critics Circle Award för bästa manliga biroll Nominerad – Oscar för bästa manliga biroll Nominerad – International Cinephile Society Award för bästa manliga biroll Nominerad – Saturn Award för bästa manliga biroll Nominerad – Online Film Critics Society Award för bästa manliga biroll |
| 2005 | Neverwas                                | Dr. Peter Reed                              | |
| 2005 | Syriana                                 | Stan Goff                                   | |
| 2006 | Den innersta kretsen                    | CIA-chef Philip Allen                       | |
| 2006 | The Legend of Sasquatch                 | John Davis                                  | Röst Medproducent |
| 2007 | Mr. Brooks                              | Marshall                                    | |
| 2007 | Beautiful Ohio                          | Simon Messerman                             | |
| 2007 | Noise                                   | Mayor Schneer                               | |
| 2007 | Into the Wild                           | Walt McCandless                             | Nominerad – Screen Actors Guild Award för bästa rollbesättning - Film |
| 2008 | Vantage Point                           | President Ashton                            | |
| 2008 | The Incredible Hulk                     | General Thaddeus "Thunderbolt" Ross         | |
| 2009 | The Countess                            | György Thurzó                               | |
| 2010 | The Yellow Handkerchief                 | Brett Hanson                                | |
| 2010 | Robin Hood                              | William Marshal                             | |
| 2011 | The River Why                           | Gus far                                     | |
| 2011 | Late Bloomers                           | Adam                                        | |
| 2011 | Hellgate                                | Warren Mills                                | |
| 2013 | The Host                                | Jeb Stryder                                 | |
| 2013 | Fire in the Blood                       | Berättare                                   | Dokumentär |
| 2013 | The Disappearance of Eleanor Rigby      | Julian Rigby                                | |
| 2014 | Winter's Tale                           | Isaac Penn                                  | |
| 2014 | Days and Nights                         | Herb                                        | |
| 2016 | Captain America: Civil War              | Utrikesminister Thaddeus "Thunderbolt" Ross | |
| 2016 | Race                                    | Jeremiah Mahoney                            | |
| 2018 | The Miracle Season                      | Ernie Found                                 | |
| 2018 | Avengers: Infinity War                  | Utrikesminister Thaddeus "Thunderbolt" Ross | Cameo |
| 2019 | Avengers: Endgame                       | Utrikesminister Thaddeus "Thunderbolt" Ross | Cameo |
| 2019 | The Last Full Measure                   | Tully                                       | |
| 2021 | Black Widow                             | Thaddeus "Thunderbolt" Ross                 | |
| 2022 | The King's Daughter                     | Pere La Chaise                              | |

### Television
| År   | Titel                                | Roll                 | Notering |
| ---- | ------------------------------------ | -------------------- | --- |
| 1977 | Kojak                                | Jake                 | 2 avsnitt |
| 1978 | Verna: U.S.O. Girl                   | Walter               | TV-film |
| 2000 | Frank Herbert's Dune                 | Hertig Leto Atreides | 3 avsnitt |
| 2001 | The Flamingo Rising                  | Turner Knight        | TV-film |
| 2001 | Varian's War                         | Varian Fry           | TV-film Nominerad – Satellite Award för bästa manliga huvudroll - Miniserie eller TV-film |
| 2002 | Kungen av Queens                     | Dr. Taber            | Avsnitt: "Shrink Wrap" |
| 2002 | Master Spy: The Robert Hanssen Story | Robert Hanssen       | TV-film |
| 2004 | Frankenstein                         | Professor Waldman    | TV-miniserie |
| 2006 | Nightmares and Dreamscapes           | Jason Renshaw        | Avsnitt: "Battleground" |
| 2009 | Damages                              | Daniel Purcell       | 10 avsnitt Nominerad – Golden Globe Award för bästa manliga biroll – TV-serie, miniserie eller TV-film Nominerad – Primetime Emmy Award för bästa manliga biroll - Drama                                                                                              |
| 2009 | Kampen om Sydafrika                  | Willie Esterhuyse    | TV-film Nominerad – Satellite Award för bästa manliga huvudroll - Miniserie eller TV-film |
| 2011 | Moby Dick                            | Kapten Ahab          | 2 avsnitt |
| 2011 | Too Big to Fail                      | Henry Paulson        | TV-film Nominerad – Golden Globe Award för bästa manliga huvudroll - Miniserie eller TV-film Nominerad – Primetime Emmy Award för bästa manliga huvudroll - Miniserie eller TV-film Nominerad – Satellite Award för bästa manliga huvudroll - Miniserie eller TV-film |
| 2013 | Bonnie & Clyde                       | Frank Hamer          | 2 avsnitt Nominerad – Satellite Award för bästa manliga biroll – TV-serie, miniserie eller TV-film |
| 2013 | The Challenger                       | Richard Feynman      | TV-film |
| 2015 | Humans                               | Dr. George Millican  | 7 avsnitt |
| 2016 | Beowulf                              | Hrothgar             | 5 avsnitt |
| 2016 | Goliath                              | Donald Cooperman     | 8 avsnitt |
| 2018 | Condor                               | Bob Partridge        | Huvudroll |
| 2021 | Mythic Quest                         | Peter Cromwell       | 1 avsnitt |